# Сусаніно (Костромська область)
Сусаніно (рос. Сусанино) — смт в Сусанінському районі Костромської області Російської Федерації.
Населення становить 3033 особи. Входить до складу муніципального утворення селище Сусаніно.

## Історія
Від 1928 року належить до Сусанінського району (спочатку називався Молвітінський), що у 1928-1929 роках перебував у складі Костромської губернії, у 1929-1936 роках Івановської промислової області, у 1936-1944 роках — Ярославської області. Від 1944 року населений пункт у складі Сусанінського району відійшов до новоутвореної Костромської області.
Від 2007 року входить до складу муніципального утворення селище Сусаніно.

## Населення
| 1959  | 1970  | 1979  | 1989  | 2002  | 2008  | 2009  |
| ----- | ----- | ----- | ----- | ----- | ----- | ----- |
| 2696  | ↗4562 | ↗4936 | ↗5289 | ↘4065 | ↘3678 | ↗3690 |
| 2010  | 2012  | 2013  | 2014  | 2015  | 2016  | 2017  |
| ↘3406 | ↘3335 | ↘3254 | ↘3193 | ↗3207 | ↘3199 | ↘3153 |
| 2018  | 2019  | 2020  | 2021  |       |       |       |
| ↘3097 | ↘3059 | ↘3020 | ↗3033 |       |       |       |